# サルタク
サルタク（モンゴル語: Sartaq、? - 1257年）は、ジョチ・ウルスの第3代宗主である（在位：1256年 - 1257年）。『元史』では撒里答（sālǐdā）大王、『集史』などのペルシア語史料では سرتاق（Sartāq）と綴られる。

## 概要
サルタクはバトゥの長男であり、母はボラクチン・ハトゥンであったという。『集史』「ジュチ・ハン紀」はサルタクに息子はいなかったとするが、ジュヴァイニーの『世界征服者史』はジョチ・ウルスの第4代宗主ウラクチ（『集史』ではバトゥの末子で、サルタクの弟とする）が彼の息子であると記す。どちらが正しい系譜であるかは不明であるが、このような2つの異なる伝承が生まれたのはサルタクがウラクチの生母をバトゥの死後にレビラト婚によって娶ったためではないかと推測されている。
またルーシの公グレプの妻となったフェオドラはジョチ・ウルスのサルタクという人物の娘であると記されており、これを本項のサルタクとみなす説もある。
1256年春にモンゴル皇帝モンケが第2回のクリルタイをオルメクトの地で開催したとき、サルタクはジョチ・ウルスの代表として派遣された。しかし、開催地に到着する目前でバトゥの訃報が届いたため、サルタクはモンケの勅命によってバトゥの後継者に任命された。多大な恩賜を受けてジョチ・ウルスへ帰還を許されたが、彼もまた翌年の1257年にその旅中で没した。モンケは彼のハトゥンたちや諸子に使者を送って慰め、改めて彼の末弟ないし息子であるウラクチにジョチ・ウルスを継がせた。しかし、そのウラクチも数カ月後に夭折してしまったため、バトゥの次弟であったベルケがジョチ・ウルスのハン位を継ぐこととなる。

### ルブルックの記録
彼の生涯はペルシア語や漢語資料にはほとんど記載がないため不詳である部分が多いが、幸いルイ9世より派遣されたルブルクのギヨーム修道士が、バトゥ、モンケの宮廷への旅中に先立ち彼のオルドを訪問しているため、その若干が知られている。
ヨーロッパや中東では、サルタクがキリスト教を信奉しているという噂があり、1253年にこの確認と十字軍への支援を求めてルイ9世はルブルクのギヨームを派遣しており、さらに翌1254年8月29日にはローマ教皇インノケンティウス4世が、サルタクが洗礼を受けたと言う知らせを聞いて、彼の許に書簡を送って祝意を表した。
ルブルクのギヨームによれば、サルタクのオルドはドン川中流域にありヴォルガ川から3日行程の距離にあったという。そこでサルタクは6人の夫人がおり、彼と一緒にいた長男にもまた2・3人の夫人がついていたといい、そのオルドも豪奢であったと報告している。ジュヴァイニーによればサルタクの子供がウラクチであったと述べているが、『集史』ではサルタクには子息がいなかったと述べており、資料間で食い違いが生じている。あるいはこの「長男」はそのウラクチである可能性もあるが、詳細は不明である。

## バトゥ家
- ジョチ太子(Jöči ＞朮赤/zhúchì,جوچى خان/jūchī khān)
  - 1サイン・カン/バトゥ大王(Batu ＞抜都/bádōu,باتو/bātū)
    - 2サルタク大王(Sartaq ＞撒里答/sālǐdā,سرتاق/sartāq)
    - トクカン(Tuquqan ＞توقوقان/tūqūqān)
      - ダルブ(Darbu ＞داربو/dārbū)
        - 7トレ・ブカ(Töle buqa ＞تولا بوقا/tūlā būqā)
        - 7-2ゴンチェク(Könček ＞كونجك/kūnjak)

      - 5モンケ・テムル王(Möngke temür ＞忙哥帖木児/mánggē tièmùér,مونككه تيمور/mūnkka tīmūr)
        - 7-3アルグイ(Alγuy ＞الغوى/ālghūī)
        - 8トクタ(Toqta ＞脱脱/tuōtuō,توقتا/tūqtā)
        - 7-4トグリルチャ(Toγrilča ＞طغریلجه/ṭughurīlja)
          - 9ウズベク(Özbeg ＞月即別/yuèjíbié,اوزبك/ūzbīk)
            - 10ティーニー・ベク(Tini beg ＞تينى بيك/tīnī bīk)
            - 11ジャーニー・ベク(Jani beg ＞札尼別/zháníbié,جانى بيك/jānī bīk)
              - 12ベルディ・ベク(Berdi beg ＞بيردى بيك/bīrdī bīk)

      - 6トデ・モンケ王(Töde möngke ＞脱脱蒙哥/tuōtuō ménggē,تودا مونككه/tūdā mūnkka)

    - エブゲン(Ebügen ＞ابوكان/abūkān)
    - 3ウラクチ(Ulaqči ＞اولاقچى/ūlāqchī)

  - 4西方諸王ベルケ(Berke ＞別児哥/biéérgē,بركاى/barkāy)